# حياة الحيوان الكبرى
كتاب «حياة الحيوان الكبرى» هو أشهر مؤلفات كمال الدين الدميري. وهي نسختان: صغرى: وكبرى، والمطبوعة هي الكبرى، وتمتاز عن الصغرى بإضافة المواد التاريخية وتفسير المنامات التي تقع فيها تلك الحيوانات. وتضم (1069) مادة مرتبة على حروف المعجم، إلا أن هذا الرقم لا يعني عدد الحيوانات التي ترجم لها، إذ أن كثيراً من هذه المواد في حكم المترادف، فهو يترجم لكثير من الحيوانات في مواطن شتى، حسب تعدد أسمائها، أو اختصاص أولادها وإناثها بأسماء أخرى، وتتفاوت هذه التراجم في توضيحاتها، فبعضها يصل إلى (11) صفحة، كالأسد، وبعضها: بضع كلمات. وتحتل الطيور والثدييات منزلة ممتازة في الكتاب. طبع الكتاب لأول مرة في بولاق 1275هـ وهو أحد الكتب التي أمر السلطان سليم الأول بترجمتها إلى التركية حين فتح مصر، وقام بترجمته حكيم شاه محمد القزويني. وترجمه إلى الإنكليزية الكولونيل جايكار: أحد أساتذة كلية بمباي في الهند، وطبعت ترجمته في لندن (1906 - 1908م) وترجمه إلى الفرنسية سلفستر دي ساسي. قال السخاوي في (الضوء اللامع): (وهو كتاب نفيس، أجاده وأكثر فوائده، مع كثرة استطراده فيه من شيء إلى شيء، وله فيه زيادات، لا توجد في جميع النسخ، وأتوهم أن فيها ما هو مدخول لغيره، إن لم تكن جميعها، لما فيها من المناكير، وقد جردها بعضهم، بل اختصر الأصل التقي الفاسي سنة 822هـ ونبه على أشياء مهمة، يحتاج الأصل إليها). وهوّن من شأنه حاجي خليفة فقال: (وهو كتاب مشهورر في هذا الفن، جامع بين الغث والسمين، لأن مصنفه فقيه فاضل، محقق في العلوم الدينية، لكنه ليس من أهل هذا الفن كالجاحظ، وإنما مقصده تصحيح الألفاظ وتفسير الأسماء المبهمة) ثم ذكر ما له من المختصرات والذيول. ولمعاصره أحمد بن عماد الأقفهسي كتاب: (البيان التقريري في تخطئة الكمال الدميري). وتجدر الإشارة إلى عصامية الدميري، فقد كان خياطاً من أسرة مغمورة، فترك الخياطة إلى طلب العلم، وترقى في مراقيه حتى كان أحد من درسوا في جوف الكعبة. وكان اسمه (كمالاً) بلا إضافة، فتسمى بمحمد، وصار يكشط اسمه الأول من كتبه. وقد فرغ من تأليف الكتاب في رجب سنة 773هـ ومولده عام (742).